# CELLATRON 8027

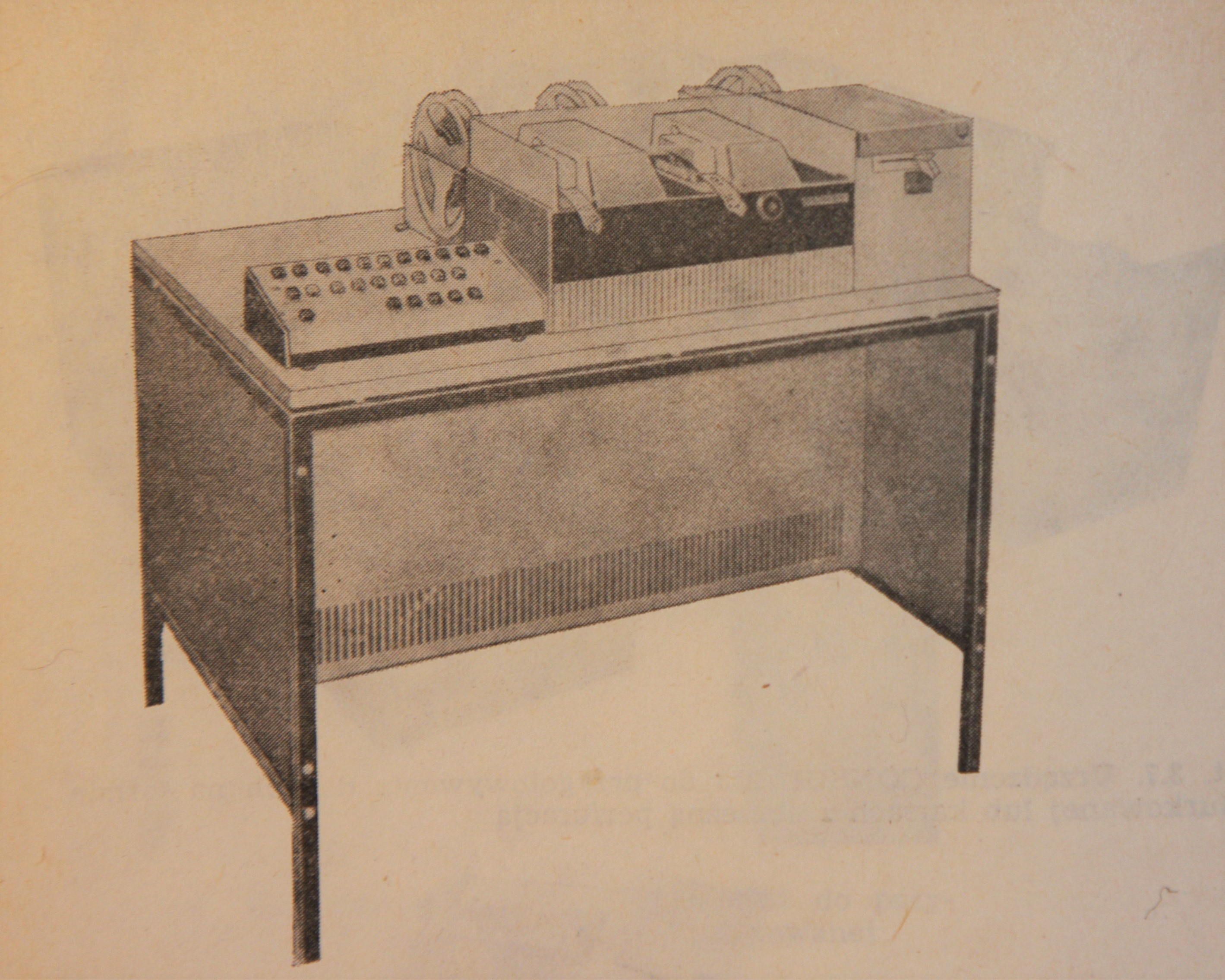
Komparator taśm dziurkowanych CELLATRON 8027

CELLATRON 8027 – komparator produkcji NRD, dostarczany na Polski rynek w czasach PRL przez generalnego dostawcę sprzętu komputerowego MERA-ELWRO-SERVICE. Jako komparator urządzenie to przeznaczone było w zależności od wybranej wersji, albo do kopiowania, albo do kopiowania lub porównywania taśm papierowych z zapisem danych lub programów. Urządzenie to pracowało jako jednostka niezależna, oddzielnie od systemu komputerowego i zaliczane było do kategorii urządzeń tzw. małej informatyki. Stanowiło więc wyposażenie dodatkowe, spełniające funkcję pomoczą w procesie przygotowywania danych na taśmach perforowanych. Umożliwiało eliminowanie błędów powstających podczas dziurkowania taśm, a także kopiowanie taśm bez obciążania systemu komputerowego.
Urządzenie miało budowę modularną. W pełnej wersji urządzenia (tj. wersji służącej zarówno do porównywania jak i kopiowania taśm), urządzenie składało się z następujących modułów: podstawę stanowił moduł sterujący, do sterowania urządzeniem na blacie biurka, na bazie którego budowano komparator, umieszczono pulpit operatora, do odczytu zastosowano czytnik taśmy perforowanej model 302 (dwa czytniki dla funkcji porównywania, w wersji bez możliwości porównywania – jeden czytnik), oraz jedna dziurkarka taśmy C 8025/1 i urządzenie do przewijania krążków z taśmą.
Charakterystyczne parametry eksploatacyjne urządzenie – szybkości robocze – były następujące:
- dla samego porównywania: 200 znaków/s,
- dla kopiowania lub kopiowania z równoczesnym porównywaniem: 50 znaków/s.